# Szekér Endre
Szekér Endre (Budapest, 1935. július 3. – Kecskemét, 2013. július 11.) magyar tanár, szerkesztő, irodalomtörténész.

## Életpályája
Szülei: Szekér Endre és Ötvös Erzsébet voltak. A II. világháború idején Bécsben volt. Kecskeméten érettségizett a Katona József Gimnáziumban. 1953–1955 között az Apáczai Csere János Pedagógiai Főiskola hallgatója volt. 1955–1958 között Bugacon tanított. 1958–1960 között Kecskeméten a II. Rákóczi Ferenc Általános Iskola oktatója volt. 1960–1991 között a kecskeméti Katona József Gimnázium tanára volt. 1960–1963 között az ELTE BTK magyar-történelem szakán tanult. 1969-től a Forrás főszerkesztő-helyettese volt. 1973-ban doktorált. 1991–1993 között a Református Kollégium és Gimnázium pedagógusa volt. 1993-ban nyugdíjba vonult.

## Magánélete
1967-ben házasságot kötött Vetéssy Zsófiával. Két gyermekük született: Zsolt (1971) és Zsuzsa (1974).

## Művei
- Stilisztikai szöveggyűjtemény és példatár (1970)
- A nominális stílus jelentkezése Gárdonyi műveiben (1975)
- Irodalmi olvasókönyv (1978)
- Forrás-antológia 1969-79 (társszerkesztő, 1979)
- Érték és írás (tanulmányok, 1981)
- Hagyomány és újítás mai költöi nyelvünkben (1988)
- Erős várunk a vers (tanulmányok, 1991)
- Benedek Marcell (kismonográfia, 1995)
- Buda Ferenc (kismonográfia, 1996)
- A stílus – az író (2003)
- Márai Sándor világa (tanulmányok, 2010)

## Díjai
- Kiváló Tanár (1970)
- Forrás-nívódíj (1977)
- Buday Dezső-díj (1978)
- Bács-Kiskun Megye művészeti díja (1981)
- Pilinszky János-díj (1994)
- Bács-Kiskun Megye tudományos díja (1996)
- Kecskemét díszpolgára (1999)